# Isochromodes subpicata
Isochromodes subpicata là một loài bướm đêm trong họ Geometridae.